# Kim Staelens
Kim Staelens (* 7. Januar 1982 in Kortrijk, Belgien) ist eine niederländische Volleyballspielerin.

## Karriere
Kim Staelens ist die Tochter des Trainers Jean-Pierre Staelens. Ihre Schwester Chaïne ist ebenfalls professionelle Volleyballspielerin. Kim Staelens begann ihre Karriere in der belgischen Liga und spielte in Wervik und Wevelgem. Später folgte sie ihrer Schwester in die Niederlande. Da ihre Mutter Niederländerin ist, nahm sie die Staatsbürgerschaft an. Im Nachbarland spielte sie zunächst für Bonduelle VVC Vught. Mit dem VC Weert gewann sie 1999 die niederländische Meisterschaft und den Pokal. Anschließend ging die Zuspielerin nach Frankreich, wo sie jedoch weder in Marcq-en-Barœul noch bei USSPA Albi glücklich wurde. Erfolgreicher verlief ihre Zeit beim deutschen Bundesligisten USC Münster, zu dem sie 2002 wechselte. Nach zwei zweiten Plätzen gewann Staelens 2004 und 2005 mit Münster das Double aus Meisterschaft und DVV-Pokal. Allerdings stand sie in den letzten beiden Jahren nicht auf dem Feld, weil sie sich am 29. Dezember 2003 einen Kreuzbandriss zugezogen hatte. Nach der Reha ging die Nationalspielerin mit vielen anderen Mitgliedern der niederländischen Auswahl zu Martinus Amstelveen. Später wechselte sie nach Italien, wo sie mit Perugia und Asystel Novara auch in der Champions League spielte. Im September brachte sie eine Tochter zur Welt und pausierte wegen der Familie. 2011/12 spielte sie wieder in der Bundesliga beim VT Aurubis Hamburg, wo sie von ihrem Vater trainiert wurde. 2012 wechselte Kim Staelens nach Polen zu Impel Gwardia Wrocław.
Staelens nahm 1999 an der Junioren-Europameisterschaft in Polen teil und wurde als beste Zuspielerin des Turniers ausgezeichnet. 2003 debütierte sie in der niederländischen A-Nationalmannschaft und wurde bei der Europameisterschaft in der Türkei zweitbeste Akteurin auf ihrer Position. Fünf weitere EM-Teilnahmen und drei Weltmeisterschaften folgten. Mit den Niederlanden gewann Staelens den Grand Prix 2007. Bei der EM 2009 stand sie im Finale.